# Gmina Salem
Gmina Salem (szw. Salems kommun) – gmina w Szwecji, w regionie Sztokholm, z siedzibą w Salem.
Pod względem zaludnienia Salem jest 155. gminą w Szwecji. Zamieszkuje ją 14 127 osób, z czego 50,82% to kobiety (7180) i 49,18% to mężczyźni (6947). W gminie zameldowanych jest 869 cudzoziemców. Na każdy kilometr kwadratowy przypada 261,61 mieszkańca. Pod względem wielkości gmina zajmuje 281. miejsce.